# こうのとり6号機
こうのとり6号機（こうのとり6ごうき、HTV6）は、6番目の宇宙ステーション補給機。2016年12月9日にH-IIBロケット6号機で打ち上げられた。

## 特徴
日本の宇宙ステーション補給機の6号機であり、シリーズの同型機である。こうのとり5号機に続く、5機目の運用機。

## 物資
こうのとり6号機は、補給キャリアの与圧部に約3.9トン、非与圧部に約1.9トン、合計で約5.9トンの物資をISSに運ぶ。

### 与圧部
- 小型衛星放出機構（J-SSOD）
- 超小型衛星 (CubeSat) 7機
- 沸騰・二相流実験装置（TPF）
- 宇宙放射線のリアルタイムモニタ装置（PS-TEPC: Position Sensitive Tissue Equivalent Proportional Chamber）
- 次世代ハイビジョンカメラ（HDTV-EF2）システム
- 二酸化炭素除去装置（CDRA）軌道上交換ユニット
- 食料・飲料水・宇宙飛行士の生活用品等の搭乗員関連品

### 非与圧部
- ISS用新型リチウムイオンバッテリ6台
- KITE：HTV搭載導電性テザーの実証実験(Kounotori Integrated Tether Experiment)
- SFINKS：宇宙用薄膜太陽電池フィルムアレイシートモジュール実証(Solar Cell Film Array Sheet for Next Generation on Kounotori Six)

## 運用
通常の補給任務機は、ISSから離脱後1 - 2日程度で大気圏に再突入するが、本機はISS離脱後も1週間程度はISS周辺にとどまり、導電性テザーを用いたスペースデブリの除去実験を行う予定だった。しかし装置の不具合のためテザー伸展は行われず、テザーに電流を流すための装置である電界放出型電子源の動作確認のみ成功した。また薄膜太陽電池の実証実験についても打ち上げ直後に通信が停止しデータが得られなかった。
- 2016年12月9日22時26分47秒（JST） - H-IIBロケット6号機（H-IIB・F6）を種子島宇宙センターから打ち上げ。その後、約15分11秒後にロケットから正常に分離[5]。
- 2016年12月13日19時39分（JST） - ISSロボットアームにより把持[6]。
- 2016年12月14日3時24分（JST） - ISSとの結合を完了[6]。
- 2017年1月28日0時45分（JST） - ISSから分離[7]。
- 2017年2月6日0時6分（JST）- 大気圏に再突入[8]。